# Abastecimento público de água

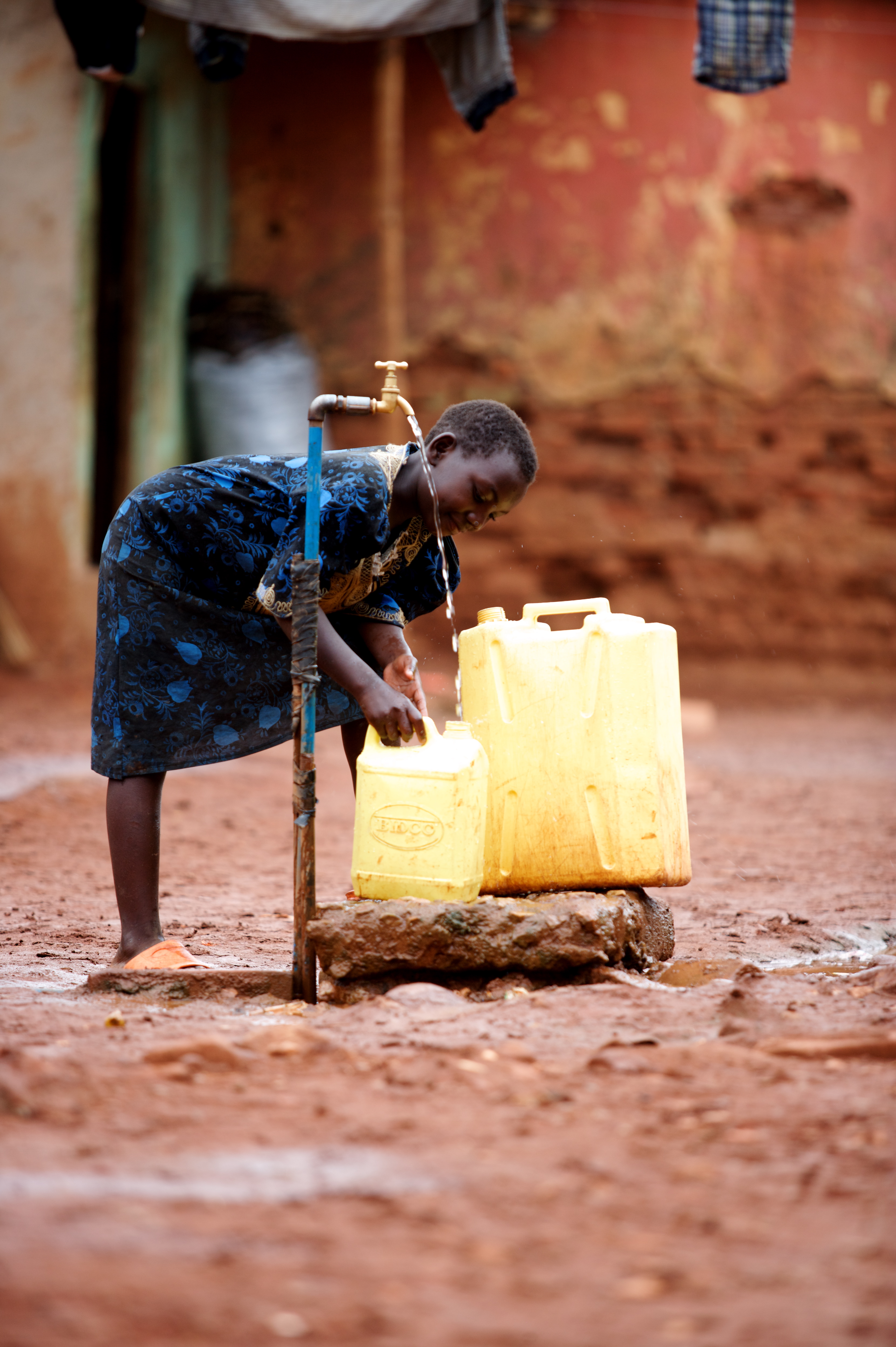
Uma menina coleta água limpa de um abastecimento de água comunitário em Kawempe, Uganda

O abastecimento público de água é o fornecimento de água potável por serviços públicos, organizações comerciais, empreendimentos comunitários ou por indivíduos, geralmente por meio de um sistema de bombas, tubulações e tratamento. Os sistemas públicos de abastecimento de água são cruciais para o bom funcionamento das sociedades, sendo fundamental para a saúde pública. Os aspectos da qualidade do serviço incluem a continuidade do fornecimento, a qualidade da água e a pressão da água. A responsabilidade institucional pelo abastecimento de água é organizada de forma diferente em diferentes países e regiões. Geralmente inclui questões relacionadas a políticas e regulamentações, prestação de serviços e padronização.
O custo do abastecimento de água consiste, em grande medida, em custos fixos (custos de capital e custos de pessoal) e apenas em pequena medida em custos variáveis que dependem da quantidade de água consumida (principalmente energia e produtos químicos). Quase todos os provedores de serviços no mundo cobram tarifas para recuperar parte de seus custos.
O abastecimento de água é um tópico separado da irrigação, a prática e os sistemas de abastecimento de água em maior escala, para uma ampla variedade de propósitos, principalmente a agricultura.

## Visão geral técnica
Os sistemas de abastecimento de água obtêm água de vários locais após tratamento adequado, incluindo águas subterrâneas (aquíferos), águas superficiais (lagos e rios) e o mar por meio da dessalinização. As etapas de tratamento da água incluem, na maioria dos casos, purificação, desinfecção por cloração e, às vezes, fluoretação. A água tratada flui por gravidade ou é bombeada para reservatórios, que podem ser elevados, como torres de água ou no solo (para indicadores relacionados à eficiência da distribuição de água potável, consulte água não faturada). Uma vez que a água é usada, as águas residuais são normalmente descarregadas em um sistema de esgoto e tratadas em uma estação de tratamento de esgoto antes de serem descarregadas em um rio, lago ou mar ou reutilizadas para paisagismo ou irrigação.

### Rede de abastecimento
Uma rede de abastecimento de água ou sistema de abastecimento de água é um sistema de componentes hidrológicos e hidráulicos projetados que fornecem abastecimento de água. Um sistema de abastecimento de água normalmente inclui o seguinte:
1. Uma bacia de drenagem
2. Um ponto de coleta de água bruta (acima ou abaixo do solo) onde a água se acumula, como um lago, um rio ou água subterrânea de um aquífero subterrâneo.[3] A água bruta pode ser transferida usando aquedutos descobertos no nível do solo, túneis cobertos ou tubulações subterrâneas para instalações de purificação de água.
3. Instalações de purificação de água. A água tratada é transferida por meio de canos de água (geralmente subterrâneos).
4. Instalações de armazenamento de água, como reservatórios, tanques de água ou torres de água. Sistemas de água menores podem armazenar a água em cisternas ou vasos de pressão. Edifícios altos também podem precisar armazenar água localmente em vasos de pressão para que a água chegue aos andares superiores.
5. Componentes adicionais de pressurização de água, como estações de bombeamento, podem precisar estar situados na saída de reservatórios ou cisternas subterrâneas ou acima do solo (se o fluxo por gravidade for impraticável).
6. Uma rede de tubulação para distribuição de água aos consumidores (que podem ser residências particulares ou estabelecimentos industriais, comerciais ou institucionais) e outros pontos de uso (como hidrantes)
7. As conexões com os esgotos (tubulações subterrâneas ou valas acima do solo em alguns países em desenvolvimento) são geralmente encontradas a jusante dos consumidores de água, mas o sistema de esgoto é considerado um sistema separado, e não parte do sistema de abastecimento de água.

## História

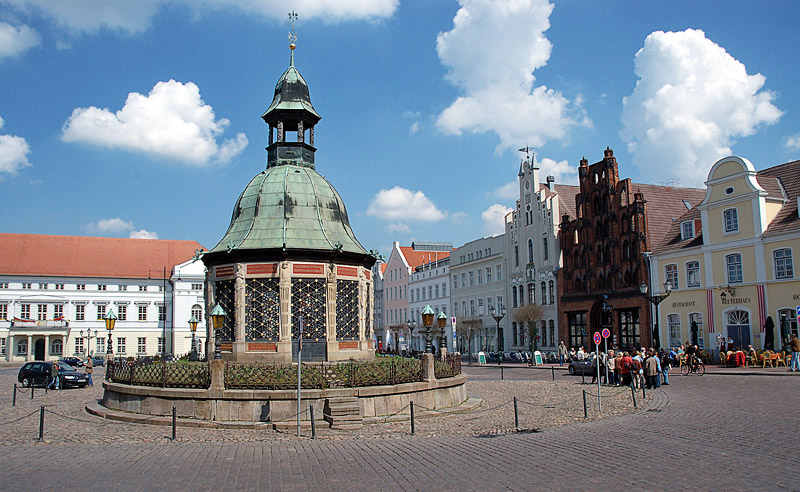
Wasserkunst e fonte de 1602 em Wismar, Alemanha. É um exemplo de sistema hidráulico e fonte pré-industrialização

Ao longo da história, as pessoas criaram sistemas para tornar a obtenção e o uso da água mais convenientes. Vivendo em regiões semiáridas, os antigos persas no 1º milênio aC usavam o sistema qanat para obter acesso à água nas montanhas. A Roma primitiva tinha encanamento interno, o que significa um sistema de aquedutos e canos que terminavam em casas e em poços públicos e fontes para as pessoas usarem.
Até a era do Iluminismo, pouco progresso foi feito no abastecimento de água e saneamento e as habilidades de engenharia dos romanos foram amplamente negligenciadas em toda a Europa. Foi no século 18 que uma população em rápido crescimento alimentou um boom no estabelecimento de redes privadas de abastecimento de água em Londres. A infraestrutura de abastecimento de água de Londres desenvolveu-se ao longo de muitos séculos, desde os primeiros conduítes medievais, passando por grandes obras de tratamento do século 19 construídas em resposta às ameaças de cólera, até reservatórios modernos e de grande escala. A primeira torneira de água aparafusada foi patenteada em 1845 por Guest e Chrimes, uma fundição de latão em Rotherham.
O primeiro uso documentado de filtros de areia para purificar o abastecimento de água data de 1804, quando o proprietário de um alvejante em Paisley, Escócia, John Gibb, instalou um filtro experimental, vendendo seu excedente indesejado ao público. O primeiro abastecimento público de água tratada do mundo foi instalado pelo engenheiro James Simpson para a Chelsea Waterworks Company em Londres em 1829.  A prática do tratamento de água logo se tornou popular, e as virtudes do sistema tornaram-se claramente aparentes depois que as investigações do médico John Snow durante o surto de cólera de 1854 em Broad Street demonstraram o papel do abastecimento de água na disseminação da epidemia de cólera.